# Левант (ветер)

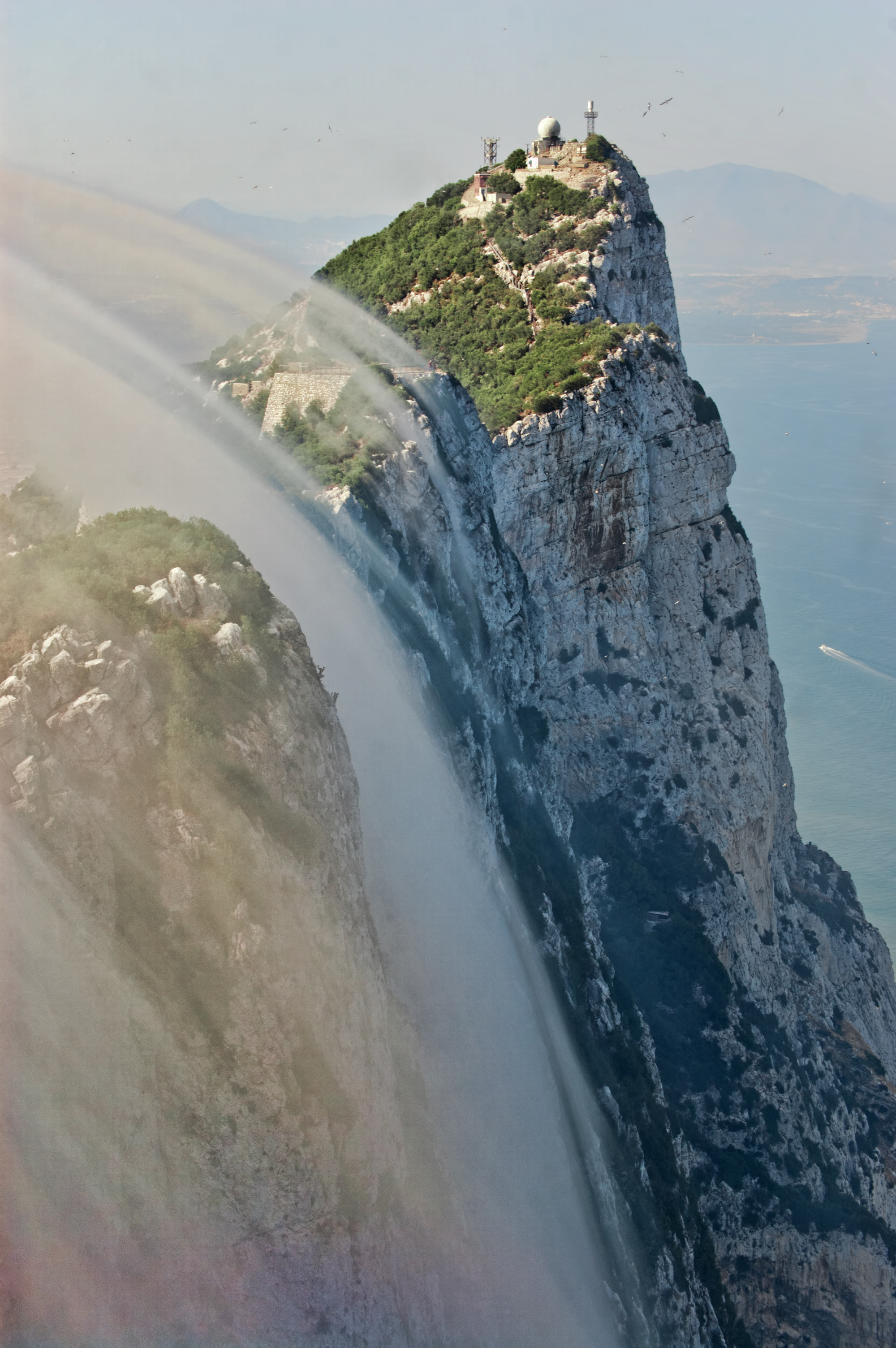
Облако леванта, образующееся на востоке Гибралтарской скалы

Левант (кат. Llevant, итал. Levante, мальт. Lvant, греч. Λεβάντες, исп. Levante) — восточный ущельный ветер, дующий в западной части Средиземного моря и на юге Франции. В Руссильоне его называют льевант, на Корсике — леванте. В западном Средиземноморье носит имя леванте или левантер, если дует через Гибралтарский пролив, в южных регионах Испании больше известен как солано.

## Описание
Зарождается в центральной части Средиземного моря или вокруг Балеарских островов и дует на запад, достигая наибольшей интенсивности в Гибралтарском проливе. Вызывает опасное волнение на Средиземном море. Хорошо известен тем, что создаёт особые формы орографических облаков (в виде флага или вымпела) над Гибралтарской скалой.
На востоке пролива левант влажный, приносит пасмурную погоду, туман и осадки. Если же с ним приходит хорошая погода, его называют (во Франции) леван блан. При движении к западу ветер становится суше, так как влага выпадает дождями в горах между Альхесирасом и Тарифой. В Альмерии приносит жару, когда дует со стороны африканских пустынь. Может возникать в любое время года, но чаще всего появляется в период с апреля по октябрь.
Происхождение названия аналогично этимологии региона Левант в восточном Средиземноморье: это среднефранцузское причастие «levant», восходящее к лат. levare. Иными словами, фр. soleil levant и англ. rising sun имеют одно и то же значение — «поднимающееся солнце». Таким образом, название отсылает к востоку, восходящему солнцу.

## Гибралтарский пролив

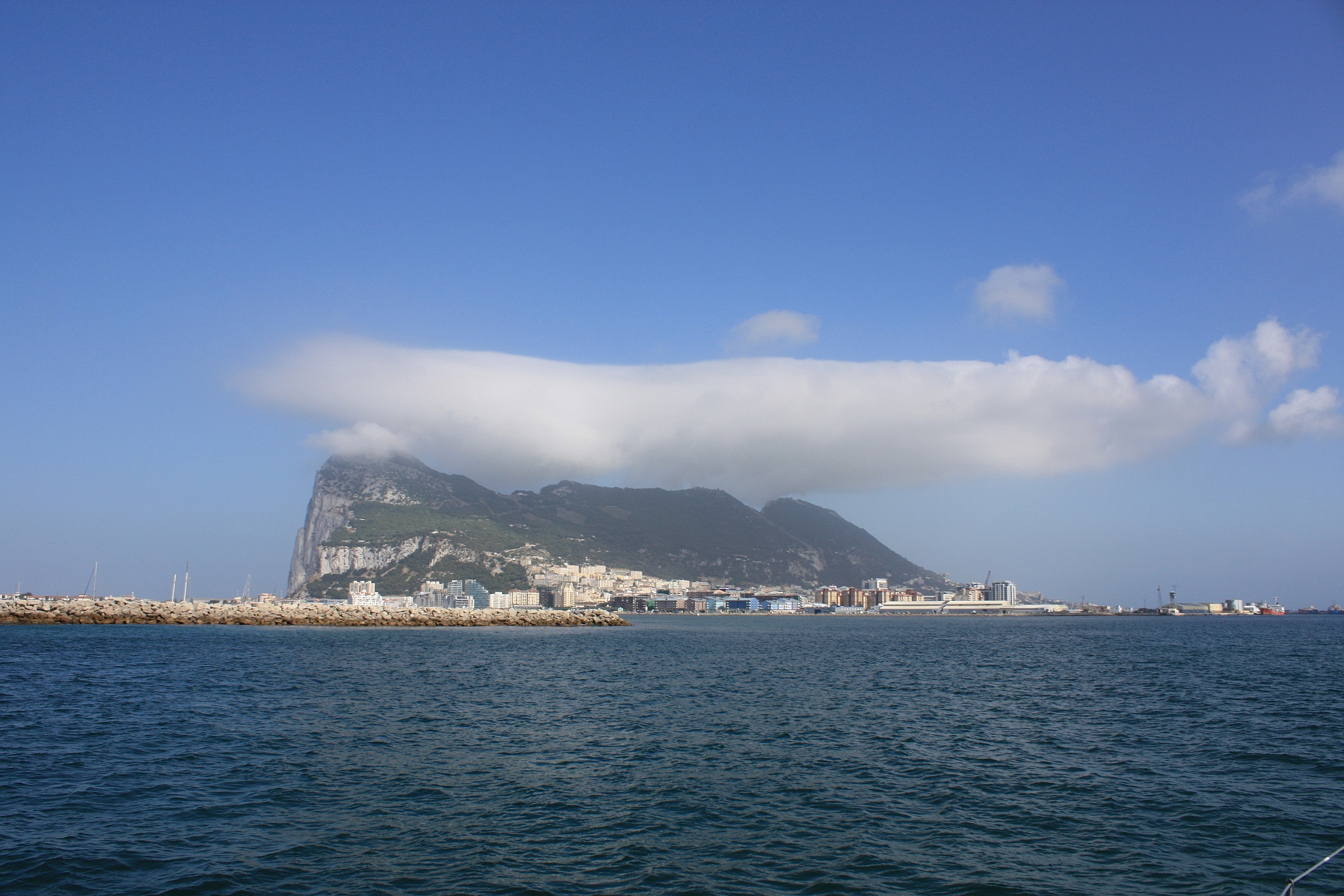
Облако леванта, висящее над скалой Гибралтара

Гибралтарский пролив представляет собой узкий проход на уровне моря около 15 км в ширину и 55 км в длину, окруженный горами высотой до 900 метров (так называемые Геркулесовы столбы). Он расположен на западе Средиземного моря и часто ассоциируется с сильными ветрами, которые могут создавать опасное течение и водовороты. Особенно сильно это проявляется, когда они дуют против приливов и отливов, течения или зыби.
Левант, наиболее ярко выраженный в Гибралтарском проливе ветер, может достигать скорости 20-40 узлов (10-20 м/с), когда над Бискайским заливом находится область циклонической депрессии, а Восточная Европа подвержена сильному влиянию антициклона. Опускание воздушных масс, сопровождающее такие антициклонические условия, вызывает устойчивость низкого уровня в воздушном потоке, подавляя вертикальное движение воздуха, что может приводить к образованию инверсии в пределах тысячи метров от поверхности земли. Такая инверсия создает «шапку», которая содержит воздух нижних уровней атмосферы и приводит к большей топографической блокировке и ускорению потока воздуха через ущелье, образующее пролив. В таких условиях ветер может быть умеренным или свежим на восточном побережье Альборана (западная часть Средиземного моря), возрастая до силы шторма на западной стороне пролива и далее. Поскольку воздушный поток ускоряется, а в проливе часто наблюдается значительный градиент давления, можно было бы ожидать наличия сильных ветров в середине пролива, чему должно способствовать доминирование воронкообразного механизма; но самые сильные ветры дуют в западной части пролива и направлены на запад. Левант обычно дует в теплый сезон (с апреля по октябрь) и часто достигает пика весной, когда Средиземное море сравнительно прохладно, что повышает устойчивость низкоуровневых воздушных масс.

## Облако леванта

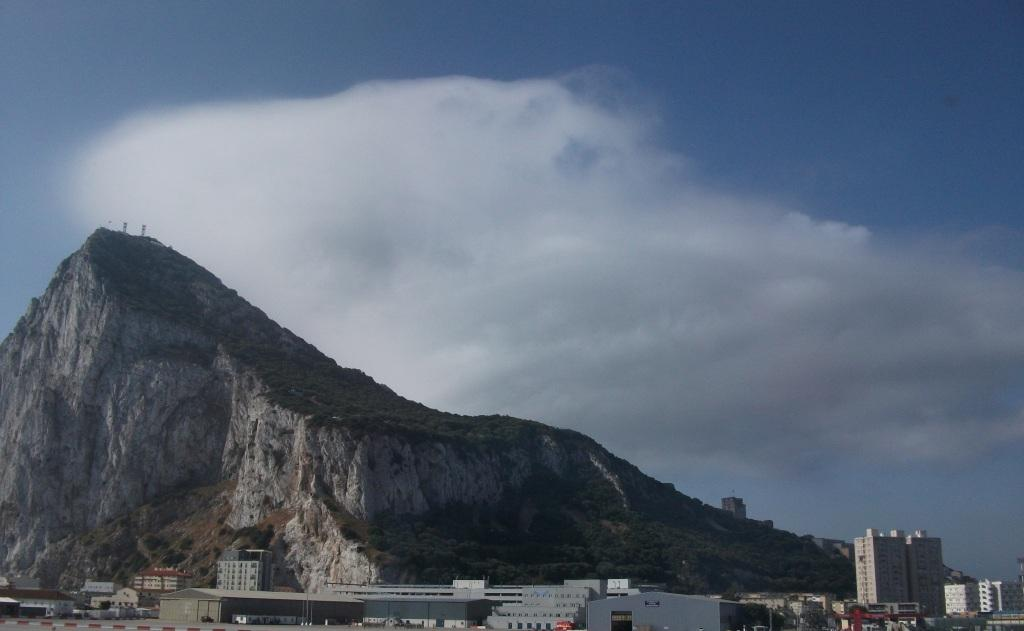
Облако-шапка над Гибралтарской скалой, образуемая устойчивыми и влажными восточными ветрами

При подходящих условиях на подветренном склоне образуется характерное облако вымпело- или флагообразной формы. Из-за шлейфа турбулентности оно обычно простирается примерно на 5 км к западу от вершины Гибралтарской скалы. Это облако висит над центром Гибралтара, в то время как в нескольких километрах севернее или южнее обычно стоит солнечная погода. Подобные облака в форме флага или баннера иногда можно увидеть в других местах, в частности, на вершине горы Маттерхорн в Швейцарии.
Классическое облако леванта формируется очень близко к вершине хребтовой линии скалы на высоте почти 400 метров, но его база обычно находится немного ниже, в турбулентном западном потоке. Верхний край облака, как правило, не выходит за пределы отметки 450 м.

### Возникновение
Вблизи поверхности земли левант влажный, но не насыщенный. Влажный воздух ограниченно стабилен и поэтому в общем случае не может перемещаться выше посредством свободной конвекции, но тем не менее силой ветра вынужден подняться над Гибралтаром. Как следствие, влага конденсируется, образуя облако, которое растекается к западу от вершины скалы. Если скорость ветра недостаточно высока и приповерхностный слой стабилен, то облако не образуется. Кроме прочего, процесс конденсации чувствителен даже к небольшим изменениям влажности, поэтому, например, когда юго-восточный ветер из Северной Африки дует через Гибралтар, воздушный поток является слишком сухим для образования облаков. Если влажность достаточна, но скорость ветра слишком низкая, то воздушные массы не в состоянии подняться и сформировать облако. При высоких скоростях ветра турбулентное смешивание с подветренной стороной скалы распределяет влагу по относительно глубоким слоям, и облако, в лучшем случае, получается разорванным и западнее Гибралтара часто растворяется.
Вымпелообразные облака не наблюдаются при западном ветре, и хотя при нём происходят такие же процессы — воздушные массы там обычно более сухие и теплые, а также менее устойчивые, так что конвекция с поверхности не ограничена уровнем горной вершины. Низкое облако иногда можно увидеть на скале, рано утром, даже когда ветер с запада, но оно исчезает по мере роста температуры. Это связано с тем, что на рассвете ветер вдоль облака дует относительно плавно, но уже утром и позднее, когда он становится теплее, в нём возникает некоторое конвективное опрокидывание. Вероятно также, что очень крутой восточный склон вызывает слишком сильную для образования облака турбулентность.
На западной стороне Гибралтарской скалы ветры вблизи уровня моря часто приходят с запада или юго-запада. При этом воздушные потоки образуют большие опрокидывающиеся рулоны, глубиной более 350 м, с подветренной стороны защищенные горами. Тем не менее, сильные ветры имеют тенденцию изменять этот потоковый режим так, как описано в разделе ниже.

## Ветры близ Гибралтарской скалы

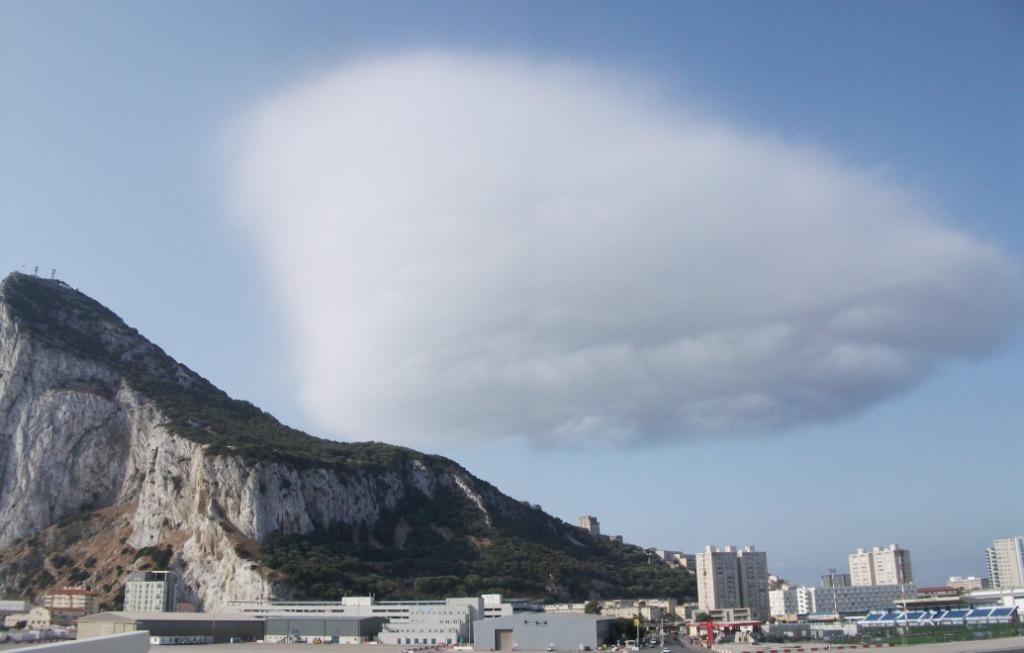
Облако леванта, оторвавшееся от скалы

Когда на гребне скалы наблюдается очень сильный ветер (обычно скоростью более 15 м/с), облако отрывается от него на расстояние до 100 метров к западу. В то же время облака дугообразной формы могут быть видны внутри или ниже вымпелообразного облака, что указывает на формирование грозового воротника. Обычно его создают легкие и довольно переменные ветры вблизи уровня моря, временами образуя зону циклонической циркуляции над заливом Гибралтар и городом. Однако временами сильные ветры отрываются от гребня скалы, создавая порывы до скорости ветра над гребнем. Эти ветры обычно дуют с северо-востока или востока и могут быть несколько сильнее обычных.

## В популярной культуре
- Песня «Viento De Levante» из альбома 2006 года «In My Blood (En Mi Sangre)» гибралтарской группы «Breed 77», играющей в жанре смеси национальной музыки фламенко и метала.
- Пауло Коэльо в своем романе «Алхимик» описывает левант как ветер, который принес мавров в Испанию.
- Левант упоминается в историко-фантастическом романе «The Hundred Days» Патрика О’Брайана, входящем в цикл о капитане Джеке Обри.